# Henry F. Ashurst

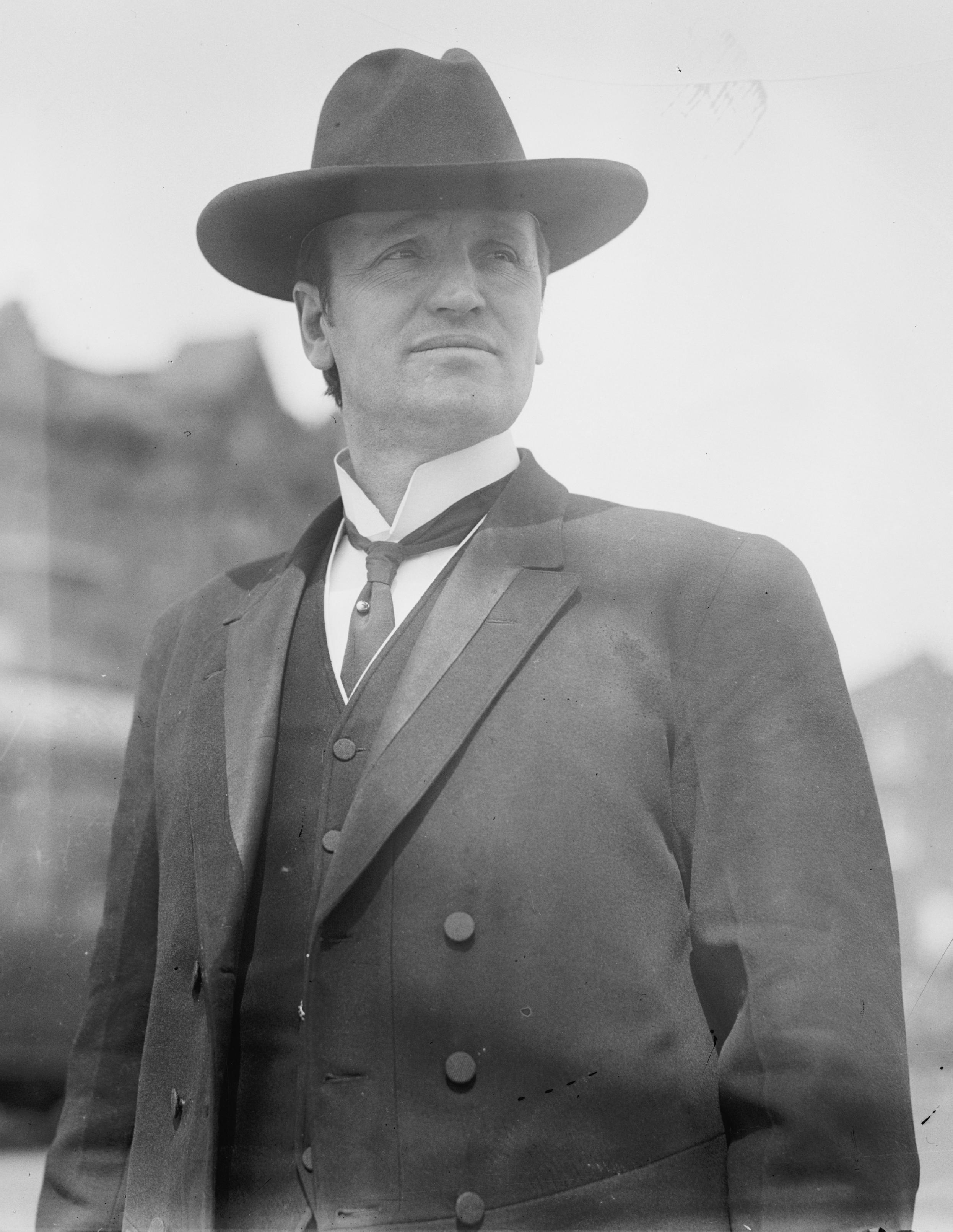
Henry Ashurst

Henry Fountain Ashurst, född 13 september 1874 i Humboldt County, Nevada, död 31 maj 1962 i Washington, D.C., var en amerikansk demokratisk politiker. Han representerade delstaten Arizona i USA:s senat 1912-1941. Han var speciellt känd som talare och han kallades bland annat "Silver-Tongued Sunbeam of the Painted Desert" ("Det målade öknets silvertungade solstråle").
Ashurst gick i skola i Flagstaff. Han arbetade som cowboy och som fångvaktare. Han studerade juridik vid University of Michigan och inledde 1897 sin karriär som advokat i Arizonaterritoriet. Han var distriktsåklagare för Coconino County 1905-1908.
När Arizona 1912 blev delstat, valdes Ashurst och Marcus A. Smith till de två första senatorerna. Ashurst omvaldes 1916, 1922, 1928 och 1934. Han var känd för att ofta ändra sina åsikter. Han var själv stolt över sin självständighet och förmåga att ändra sin åsikt. Han var först för och sedan emot alkoholförbud. I fråga om kvinnlig rösträtt höll han 21 januari 1914 ett tre timmar långt tal för kvinnlig rösträtt som på grund av talets längd inte lämnade kvar tid att rösta om saken vid samma session. Ashurst älskade att tala och han bland annat studerade 1800-talspolitikern Roscoe Conklings tal när han utvecklade sin egen talkonst. Barry Goldwater publicerade antologin Speeches of Henry Fountain Ashurst of Arizona som består av fjorton av Ashursts tal.
Ashursts grav finns på Mountain View Cemetery i Prescott i Arizona.